# Hetman
Hetman (em ucraniano:  Гетьман, transl. het'man, em russo:  Гетман, em polonês/polaco:  Hetman, em lituano:  Etmonas) era um título político da Europa Central e Oriental, historicamente atribuído a comandantes militares.
Usado pelos tchecos na Boêmia desde o século XV. Foi o título do segundo maior comandante militar da Coroa do Reino da Polônia e do Grão-Ducado da Lituânia dos séculos XVI a XVIII. Ao longo de grande parte da história da Romênia e da Moldávia, os hetmans foram o segundo posto militar mais alto. Na moderna República Tcheca, o título é usado para governadores regionais.
Este título, foi também usado entre os cossacos, desde o século XVI, e ucranianos.

## Etimologia
Uma teoria sustenta que todas as variantes são derivadas da língua alemã "Hauptmann": "Haupt" significa "principal" ou "cabeça", "Mann" significa "homem". Outra opinião, citada no Dicionário etimológico do idioma russo de Vasmer é que "ataman" e variantes são de derivações separadas, convergindo com aquela de Hauptmann/Hetman.
Ainda outra opinião é a de que teria o nome alemão "Hauptmann" derivado do polonês "Hetman/Hatman" que é finalmente derivado do turco "Atman".

## Hetmans da Polônia e Lituânia

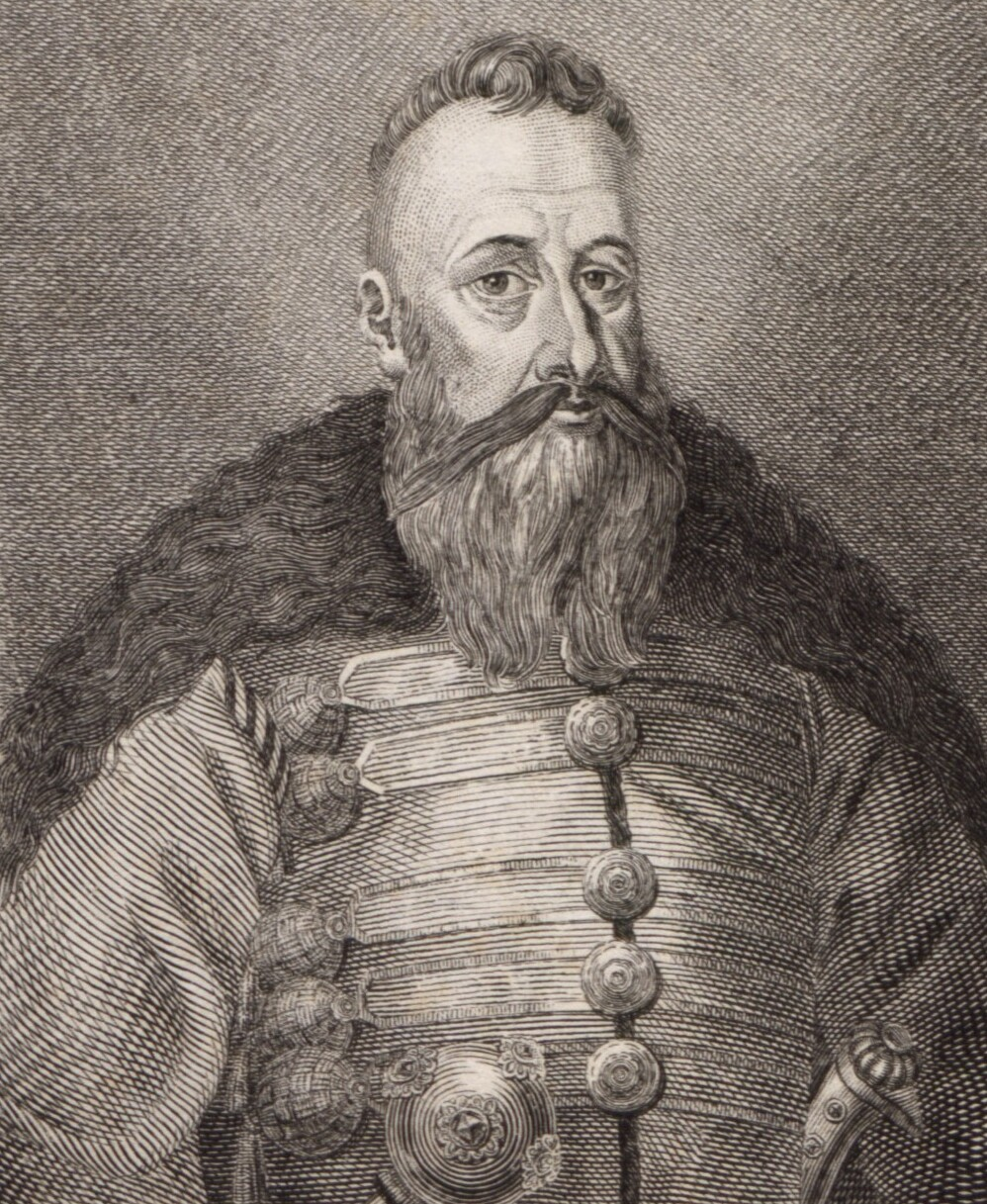
Stanisław Koniecpolski, Grande Hetman da República das Duas Nações

O título polonês Hetman da Grande Coroa (polonês: hetman wielki koronny ) foi criado em 1505. O título de hetman foi dado ao líder do Exército polonês. Até 1581, a posição de hetman existia somente durante campanhas e guerras específicas. Depois disso, tornou-se um título permanente, como foram todos os títulos da Coroa do Reino da Polônia e da Comunidade Polaco-Lituana. Em qualquer momento, a Comunidade Polaco-Lituana tinha quatro hetmans - um grande hetman e um vice (adjunto) hetman para cada um dos dois países, Polônia e Lituânia.
A partir de 1585, o título não poderia ser retirado a menos que fosse comprovada traição, sendo assim os hetmans serviam a vida toda, como ilustrado pelo caso de Jan Karol Chodkiewicz que comandou o exército literalmente de seu leito de morte (1621). Os hetmans não eram pagos por seu trabalho pelo Tesouro Real. Os hetmans eram os principais comandantes das forças militares, atrás apenas do monarca na cadeia de comando do exército. O fato deles não poderem ser substituídos pelo monarca tornava-os muito independentes, e portanto capazes de seguirem políticas próprias. Este sistema funcionou bem quando um hetman tinha grande habilidade e o monarca era fraco, mas às vezes produzia resultados desastrosos no caso oposto. A segurança da posição contrastava notavelmente com a dos líderes militares em Estados que faziam fronteira com a Comunidade Polaco-Lituana, onde os soberanos podiam demitir seus comandantes do exército a qualquer momento. Em 1648, a Hoste Zaporojiana elegeu um hetman próprio, Bogdano Khmelnitski, iniciando a luta cossaca pela independência.
A reforma militar em 1776 limitou os poderes dos hetmans. O cargo de hetman foi abolido após a terceira partição da Polônia em 1795.

## Hetmans da Hoste Zaporojiana e Ucrânia

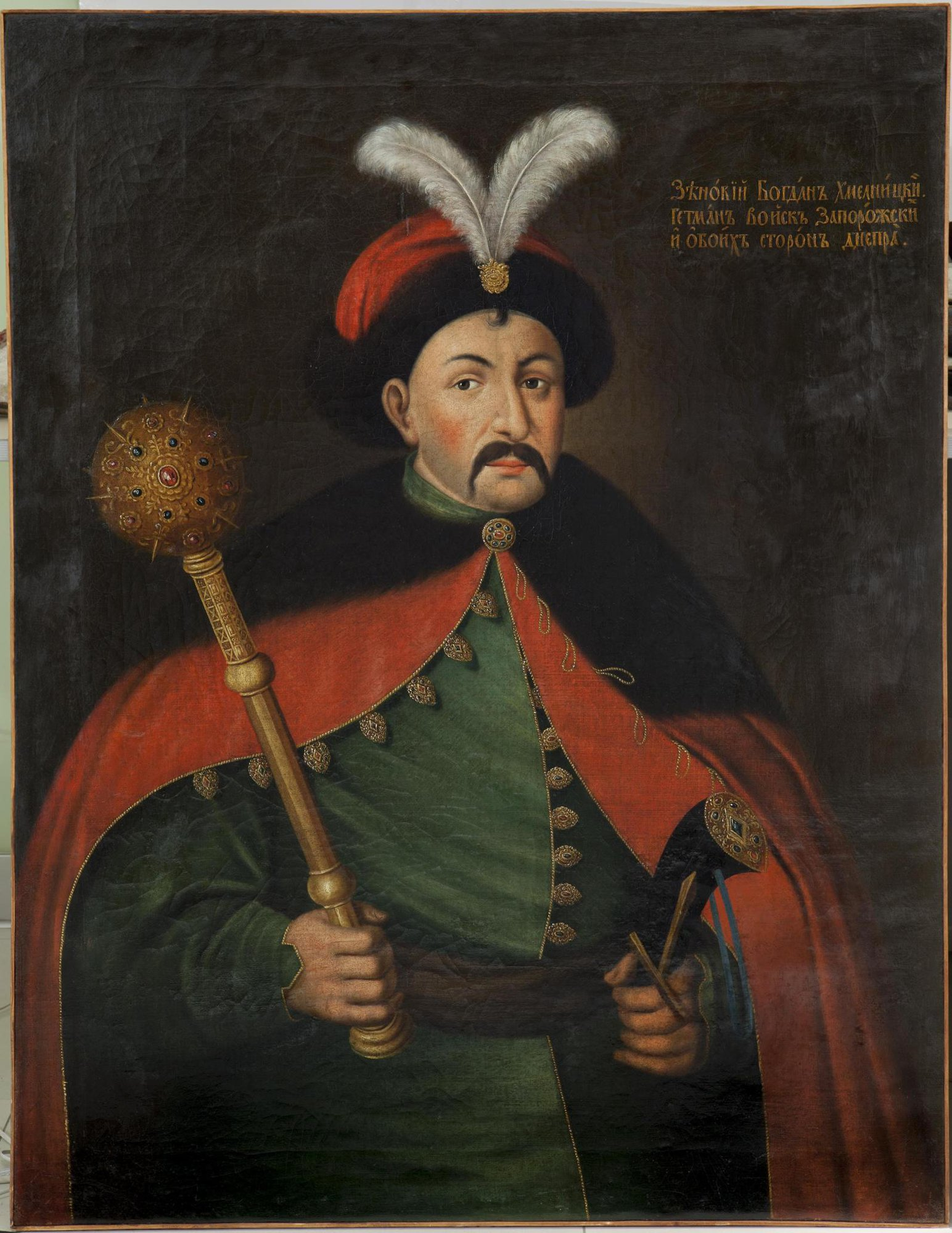
Bogdano Khmelnitski, Hetman do Hetmanato Cossaco.

Ao fim do século XVI os comandantes dos cossacos zaporojianos eram chamados de koshevoi ataman, Cristovão Kosinski foi o primeiro Hetman Zaporijiano. A partir de 1572, o hetman era comandante do Exército Cossaco Registrado da República das Duas Nações. Desde o início da Revolta de Bogdano Khmelnitski em 1648, um hetman era o chefe de todo o Estado Cossaco (Hetmanshchyna). Embora eles fossem eleitos, os hetmans cossacos tinham amplos poderes e atuavam como chefes de Estado, seus comandantes militares e legisladores supremos (para a emissão de decretos administrativos).
Depois da divisão do território ao longo do Rio Dnieper pelos poloneses e russos no Tratado de Andrusovo em 1667, os cossacos e ficaram conhecidos como cossacos da margem esquerda (do Hetmanato Cossaco) e cossacos da margem direita.
No Império Russo, o cargo de hetman cossaco foi abolido por Catarina II da Rússia em 1764. O último Hetman do Exército Zaporojiano foi Cirilo Rozumovski (1728-1803), que governou de 1751 a 1764.

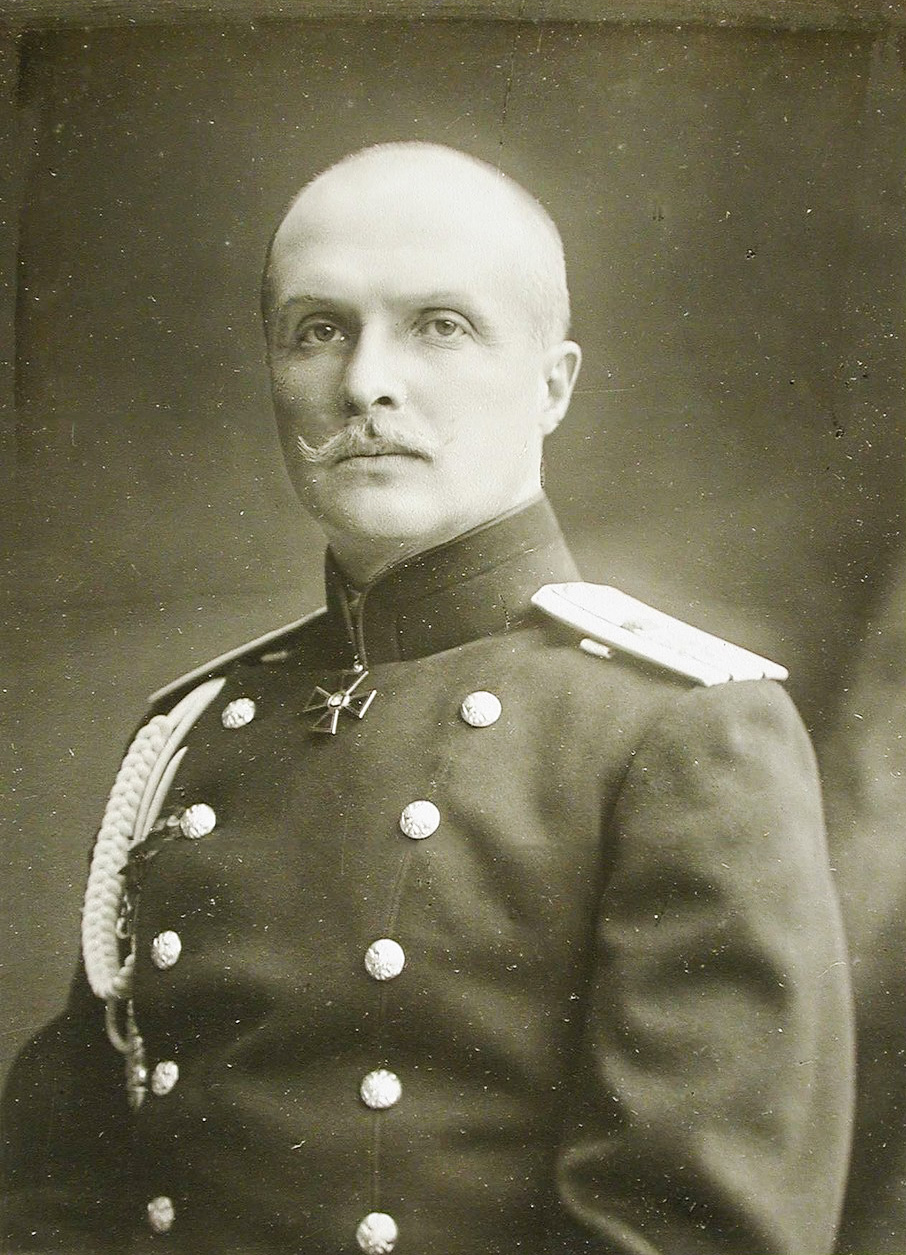
Hetman do Estado Ucraniano Paulo Skoropadski

O título ressurgiu na Ucrânia durante a revolução de 1917 a 1920. No início de 1918, um golpe apoiado por conservadores alemães derrubou o governo socialista ucraniano, conhecido como Rada Central e a sua República Popular Ucraniana e estabeleceu o "Hetmanato", uma monarquia encabeçada por Paulo Skoropadski que reivindicou o título de "Hetman da Ucrânia". Este regime durou até o final de 1918 quando foi derrubado por uma novo "Diretório" da restabelecida República Popular Ucraniana.

## Hetmans da Boêmia e Moldávia
Usado pelos tchecos nas Terras da Coroa da Boêmia a partir das Guerras Hussitas (séc. XV), hejtman é hoje o termo para o governador eleito de uma região tcheca (kraj).
Durante grande parte da história do Principado da Moldávia, os hetmans ocuparam o segundo lugar no exército, depois do príncipe governante, que ocupou o cargo de voivoda.